# Ogulnius yaginumai
Ogulnius yaginumai is een spinnensoort in de taxonomische indeling van de parapluspinnen (Theridiosomatidae).
Het dier behoort tot het geslacht Ogulnius. De wetenschappelijke naam van de soort werd voor het eerst geldig gepubliceerd in 1981 door Paolo Marcello Brignoli.